# Viyella
Viyella er en blanding af uld og bomuld, som blev vævet første gang i England i 1893, og det blev snart efter det "først brandede tekstil i verden". Det blev lavet af 55 % af merinould og 45 % bomuld i en twillvævning, der blev udviklet af James og Robert Sissons fra William Hollins & Company, der var et firma, der spandt tråde og fremstillede bukser. Det blev et registreret varemærke i 1894 og registeret i USA i 1907. Det blev snart en betegnelse, der ikke bare dækkede det oprindelige tekstil, men også tøj.
I første omgang blev det fremstillet af separate firmaer, men snart startede Hollins med at producere deres eget tøj og tilbød franchise til producenter, der ønskede at bruge  Viyella-mærket. Viyella er i dag en modebrand for tøj og boligtekstiler, der fremstiller en større udvalg af forskellige tekstiler. Den oprindelige uld/bomuldsblanding sælges ikke længere.